# Demonax nothus
Demonax nothus är en skalbaggsart som beskrevs av Holzschuh 1991. Demonax nothus ingår i släktet Demonax och familjen långhorningar. Inga underarter finns listade i Catalogue of Life.